# Oud-Moregembossen

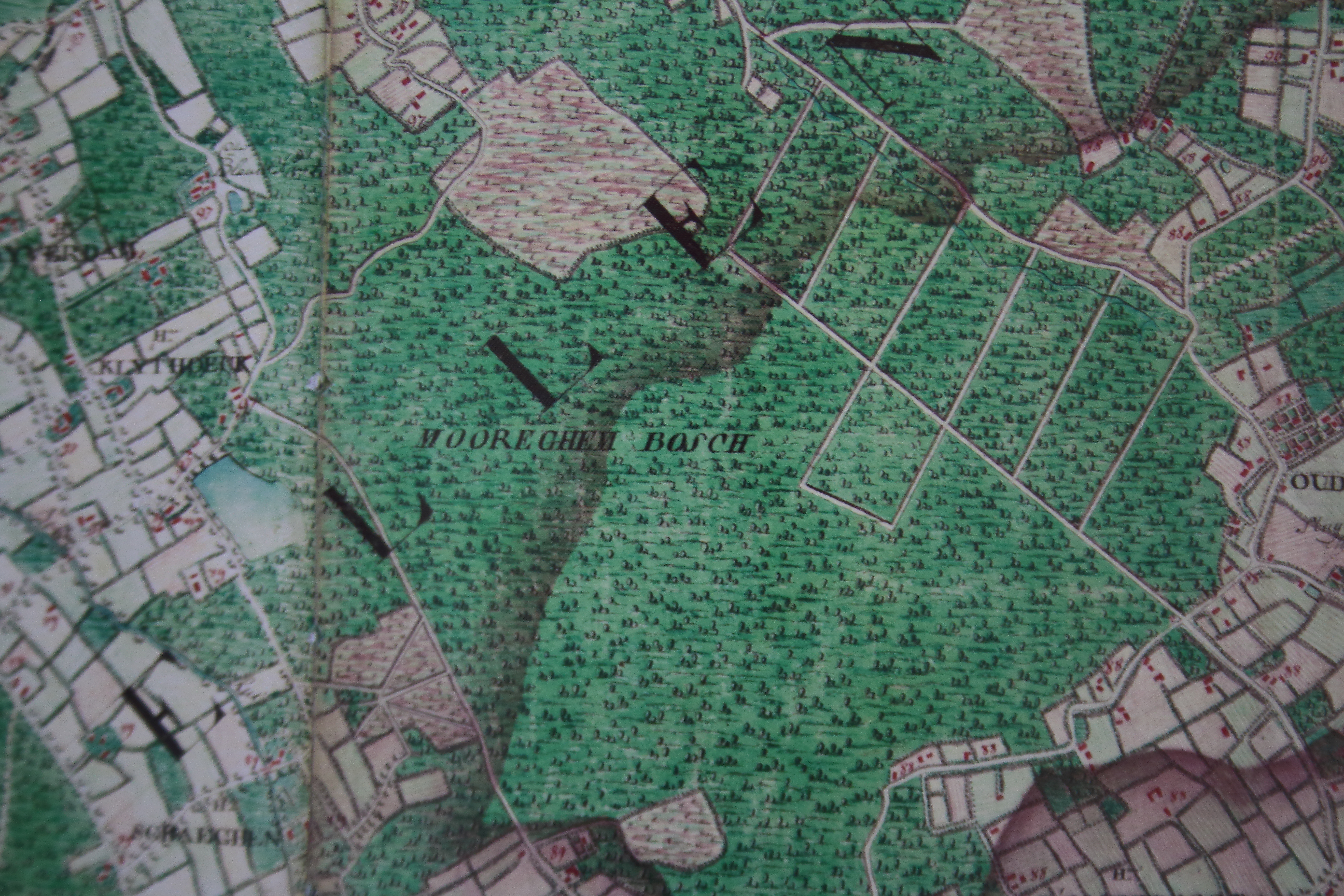
Oud-Moregembossen op de Ferrariskaart

De Oud-Moregembossen of de Spitaalsbossen zijn een bos- en natuurgebied in Wortegem-Petegem op de grens met Waregem. Het bosgebied ligt op een helling (60m) van zand en zandleem. De Spitaalsbossen bestaan uit een mengeling van loof- en naaldhout. Vroeger sloot het bos aan op het Bouvelobos; op de Ferrariskaart is een groot bos (384 hectare) te zien met de plaatsnaam Mooreghem Bosch. Het bos was voor het midden van de 18e eeuw dikwijls een schuilplaats voor roversbenden, zoals die van Jan de Lichte.  De Oud-Moregembossen zijn in handen van privé-eigenaren en niet vrij toegankelijk.